# Enzo Trillas
Enzo Trillas, vollständiger Name Enzo Sebastián Trillas Barindelli, (* 14. Oktober 1989 in Montevideo) ist ein uruguayischer Fußballspieler.

## Karriere
Der 1,93 Meter große Torhüter Trillas stand zu Beginn seiner Karriere von 2007 bis Ende Juli 2009 in Reihen der Reservemannschaft (Formativas) von Defensor Sporting. Sodann war er bis Ende 2009 auf Leihbasis für den Club Atlético Rentistas aktiv und lief in diesem Zeitraum in mindestens einem Spiel der Segunda División auf. Anschließend wird er bis Ende Juli 2011 wieder als Spieler der Zweitvertretung Defensors geführt. Es folgte eine weitere Ausleihe bis zum Jahresende. Aufnehmender Klub war dieses Mal der Zweitligist Central Español. Anfang 2012 wurde Trillas von Villa Teresa verpflichtet. Dort absolvierte er zwölf Zweitligapartien in der Clausura 2012. Im Februar 2014 wechselte er zum Club Atlético Progreso. Nach sieben Zweitligaeinsätzen in der Clausura 2014 bestritt er in der Folgespielzeit 2014/15 insgesamt 27 Ligapartien in der zweithöchsten uruguayischen Spielklasse. Mitte September 2015 schloss er sich dem in der Segunda División Amateur antretenden Club Sportivo Cerrito an. Nach dem Aufstieg am Saisonende wurde er in der Zwischenspielzeit 2016 siebenmal in der zweithöchsten uruguayischen Spielklasse eingesetzt. Ende Februar 2017 verpflichtete ihn abermals Central Español. Bislang (Stand: 23. Juli 2017) bestritt er in der Saison 2017 sechs Zweitligapartien (kein Tor).